# Göritzer Mühle
Göritzer Mühle (niedersorbisch Chóricański Młyn) ist ein zum Ortsteil Göritz gehörender Wohnplatz der Stadt Vetschau/Spreewald im Landkreis Oberspreewald-Lausitz in Brandenburg. Er geht zurück auf eine bereits 1538 erwähnte Wassermühle. Der Betrieb wurde erst 1990 eingestellt. Nach Jahren von Verfall ist das Mühlengebäude heute zum Wohnhaus umgebaut.

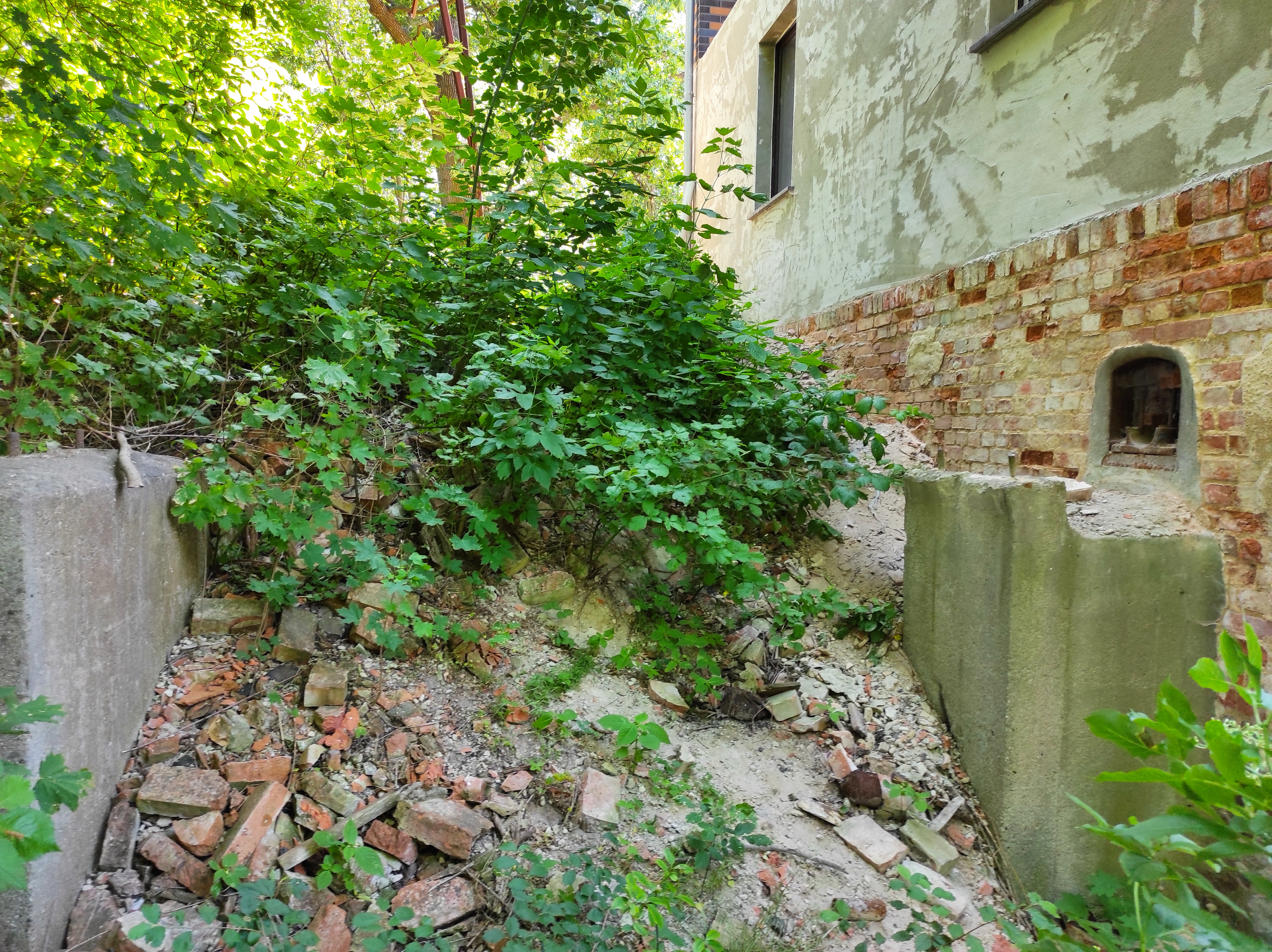
Göritzer Mühle, altes Wehr und Öffnung der Mühlradwelle

## Lage
Göritzer Mühle liegt in der Niederlausitz, rund zwei Kilometer nordwestlich der Vetschauer Altstadt und zehn Kilometer südöstlich von Lübbenau. Zwischen Göritzer Mühle und dem sich südwestlich anschließenden Göritz liegt die Bahnstrecke Berlin–Görlitz. Umliegende Ortschaften sind Stradow im Nordosten, Stradower Mühle im Osten, Vetschau-Altstadt mit Schönebegk im Südosten, Göritz im Südwesten und Raddusch im Nordwesten.
Die Göritzer Mühle liegt knapp 300 Meter nördlich der Landesstraße 49. Nordöstlich der Siedlung liegt das Göritzer Fließ.

## Geschichte
Die Göritzer Mühle wurde bereits im Jahr 1538 erstmals urkundlich erwähnt. Sie soll aber ursprünglich etwas weiter oberhalb am Göritzer Mühlenfließ beim Beltener Teich gestanden haben. Allerdings gehört der Teich bereits zur Stadtgemarkung von Vetschau/Spreewald; die Mühle könnte aber gerade noch auf der Göritzer Gemarkung gestanden haben. 1722 hatte der Müller der Göritzer Mühle Johann Gottfried Krüger Streitigkeiten mit dem Besitzer des Dorfes Göritz Christian Dietrich v. Schlieben wegen des Mahlzwangs. Näheres ist aber nicht bekannt.
Im Jahr 1734 wurde jedenfalls die Mühle an ihrem heutigen Standort aufgebaut (oder am alten Standort neu errichtet?). Angeblich sollen bis 1848 sogar zwei Wassermühlen in Göritz gestanden haben, was jedoch auf einen Irrtum von Götz von Houwald zurückzuführen ist, der in seiner Arbeit zwei Wassermühlen und eine Windmühle nennt. Die Topographisch-statistische(n) Uebersicht(en) des Regierungsbezirks Frankfurth a. d. O. von 1820 und 1844 führen nur eine Wassermühle und eine Windmühle auf. Das Urmesstischblatt Nr. 4050 Burg von 1846 zeigt ebenfalls nur eine Wassermühle und eine Windmühle, und bei den Entschädigungszahlungen nach Wegfall des Mahlzwangs 1845 wird ebenfalls nur ein Müller genannt. Das von Jensch als Beleg zitierte Werk von Eugen Huhn Das Königreich Preußen geographisch, statistisch und topographisch dargestellt nennt ebenfalls nur eine Wasser- und eine Windmühle. Der Göritzer Müller betrieb ganz also sowohl die Wassermühle als auch die Windmühle. Die Göritzer Mühle war eine Mahlmühle, in der neben Getreide auch Buchweizen verarbeitet wurde. Sie war außerdem Ölmühle, in der Leinöl produziert wurde. Die Göritzer Mühle soll außerdem lange Zeit das Schankrecht besessen haben.
1820 bestand der Wohnplatz aus der Wasser- und der Windmühle und einem Wohnhaus mit sechs Bewohnern. In den späteren Übersichten wird der Wohnplatz dann nicht mehr separat ausgewiesen.
1832/38 führte der Vetschauer Müller Schulze einen Prozess gegen den Göritzer Müller Hertel über die Mahlzwanggerechtigkeit. Details sind nicht bekannt.
1810 entfiel der Mühlenzwang in der damaligen Provinz Brandenburg. Der Müller Herfarth erhielt eine gewisse Entschädigung für den Wegfall dieses Rechtes. 1846 prozessierte der Göritzer Rittergutsbesitzer Pittelko gegen den Mühlenmeister Herfahrth wegen Nichtlieferung von Getreideabgaben als Geld- und Naturalabgabe. 1854/55 kam es erneut zu einem Prozess, den Rittergutsbesitzer Rudolf Pittelko gegen den Müllermeister Johann Gottlob Herfarth führte. Riehl und Scheu nennen für 1861 ebenfalls einen Mühlenbesitzer namens Herfahrt.
1867 wird Göritz als Dorf mit einer Wasser- und einer Windmühle beschrieben. Die Windmühle wurde wohl noch vor 1900 abgerissen (vgl. auch Jensch). Sie fehlt schon auf dem Messtischblatt Nr. 4050 Burg von 1919 (Aufnahme von 1901).
1900 wurde das Mühlrad durch eine Turbine ersetzt. 1904 war südlich des Dorfes die Braunkohlegrube „Guerrini“ in Betrieb genommen worden. Das Göritzer Mühlenfließ führte nun nur noch wenig bis gar kein Wasser mehr. Zur Unterstützung bzw. zum Ersatz der Turbine musste nun ein Dieselmotor eingebaut werden. Nach einem Brand im Jahr 1924 wurde das heutige Mühlengebäude aufgestockt und die Mühlentechnik modernisiert. Der Dieselmotor wurde durch einen Elektromotor ersetzt. 1934 betrieb August Scharlach als Pächter die Göritzer Mühle. Mühlenpächter August Scharlach baute 1934 ein dreiflügeliges, 13 Meter hohes Windrad auf, um zusätzliche Antriebsenergie zu gewinnen. Die Bewegungsenergie des Windrades wurde mittels eines Stahlseiles auf die Mühlentechnik übertragen. Allerdings arbeitete die Anlage nicht zufriedenstellend und wurde nach einem Sturmschaden 1939 wieder abmontiert. Mühlenpächter August Scharlach betrieb Lohnmüllerei, hatte aber auch einen Mehl- und Futtermittelhandel.
Als Besitzerin der Göritzer Mühle ist 1937 Frieda Kuntzag im Adressbuch des Kreises Calau eingetragen. August Scharlach ist als Mühlenpächter ausgewiesen. Im Adressbuch des Kreises Calau von 1941 ist Frieda Kuntzag nicht mehr verzeichnet. Nun ist August Scharlach als Mühlenbesitzer bezeichnet.
1945 zündete August Scharlach, aus Angst vor der herannahenden Roten Armee, die Mühle an und erhängte sich danach.
Um 1947 „entdeckte“ Oskar Gewinne, damals angestellter Müller in der Mühle in Müschen, die Mühlenruine, pachtete diese von Frau Scharlach und baute die Mühle wieder auf.
1960 musste Oskar Gewinne den Betrieb einstellen und die Göritzer Mühle wurde an die örtliche Landwirtschaftliche Produktionsgenossenschaft verpachtet, die dort Tierfutter schrotete. Der Betrieb der Mühle wurde 1990 eingestellt und die Mühlentechnik abgebaut. Das Mühlengebäude verfiel und stand einige Jahre als Ruine da. Es war 2022 wieder aufgebaut.

## Kommunale Geschichte
Bis 1806 gehörte die Göritzer Mühle zum Kurfürstentum Sachsen und danach zum Königreich Sachsen. Bei der auf dem Wiener Kongress beschlossenen Teilung Sachsens wurde die gesamte Niederlausitz 1815 dem Königreich Preußen angeschlossen. Dort gehörte die Landgemeinde Göritz mit der Göritzer Mühle zur Provinz Brandenburg.
Bei der preußischen Gebietsreform im Jahr 1816 wurde Göritz dem Landkreis Calau im Regierungsbezirk Frankfurt zugeordnet. Als Teil der Landgemeinde Göritz gehörte die Mühle kirchlich zu Kalkwitz.
Nach dem Ende des Zweiten Weltkriegs wurde Göritz mit der Göritzer Mühle Teil der Sowjetischen Besatzungszone und ab 1949 der DDR. Am 1. Juli 1950 wurde die Kreisverwaltung nach Senftenberg verlegt und der Landkreis Calau in Landkreis Senftenberg umbenannt. Nach dessen Auflösung im Zuge der DDR-Kreisreform im Juli 1952 wurde Göritz dem neuen, nun stark verkleinerten Kreis Calau im Bezirk Cottbus zugeordnet.
Am 6. Dezember 1993 ging der Landkreis Calau durch Fusion mit dem Landkreis Senftenberg im neuen Landkreis Oberspreewald-Lausitz auf. Göritz wurde am 31. Dezember 2001 nach Vetschau/Spreewald eingemeindet. Seither ist Göritz ein Ortsteil der Stadt Vetschau/Spreewald, Göritzer Mühle hat den Status eines Wohnplatzes im Ortsteil Göritz.

## Anmerkung
1. ↑  Auch Jensch wiederholt diese ganz offensichtlich irrtümliche Angabe.